# Ulf jarl
Ulf jarl (født omkring 988, myrdet den 31. december 1026 i Trefoldighedskirken i Roskilde) var en dansk jarl, vikingehøvding, statholder og rigsforstander af Danmark under Knud den Store. Han var gift med Knuds søster Estrid og far til kong Svend Estridsen og til vikingen Asbjørn jarl. Han var bror til Gytha Thorkelsdóttir, der ægtede Godwin af Wessex.

## Biografi
Ulf var søn af Thorgils Sprakeleg. Han sluttede sig til Knud den Stores vikingetogter til England, og omkring 1015 giftede han sig med Knuds søster. Ulf fik også titel af jarl i England.
Omkring 1024 døde Thorkild den Høje, der var kong Knuds statholder i Danmark. Herefter indsatte Knud Ulf som jarl af Danmark og som fosterfar for sin søn Hardeknud.
Da den norske konge Olav den Hellige og den svenske konge Anund Jakob angreb Danmark i 1026, var den danske konge i England, og Ulf udråbte kongens søn som konge af Danmark ifølge ham selv for at give danskerne en konge at samles om i en svær tid, hvor andre konspirerede mod riget. Da Knud fandt ud af, hvad der foregik i Danmark, skyndte han sig hjem med en stor flåde. Svenskerne blev jaget ud af Sjælland, og det endte med slaget ved Helgeå, hvor Ulf meget belejligt kom kongen til undsætning og var med til at jage fjenden på flugt.
Men Knud var meget vred på Ulf over den måde, han havde styret landet og udnævnt hans søn til konge. Den 30. december 1026 sad kongen og Ulf i Roskilde og spillede skak. Under dette spil kom de i skænderi. Efter Ulf havde væltet brættet og gik mod udgangen, råbte kongen efter ham "Flyr du nu, du rædde Ulf?" Ulf vendte sig om i døren og svarede "Længere vilde du være flygtet ved Helgeaa, om du havde kunnet. Dengang kaldte du mig ikke den rædde Ulf, da jeg kom eder til hjælp, fordi svenskerne havde banket eder som hunde!"
Det gjorde imidlertid ikke kongens had mindre, og næste morgen bad han en skosvend om at gå hen og dræbe Ulf. Skosvenden kom tilbage uden at have gjort Ulf noget, da han havde søgt tilflugt i Trefoldighedskirken. Men det lod Knud sig ikke affærdige med og befalede nordmanden Iver Hvid at gøre det. Han løb straks over i kirken, hvor han ved koret fandt Ulf og myrdede ham med sit sværd.
Knud måtte sone mordet med mandebod, dels til sin søster, dels til Trefoldighedskirken.

## Anetavle
Anetavle for Ulf jarl
|           |                     |  |       |            |  | 4Bjørn |
|           |                     |  |       |            |  |        |
|           | ²Thorgils Sprakeleg |  |       |            |  |        |
|           |                     |  |       |            |  |        |
|           |                     |  |       | 5N.N.      |  |        |
|           |                     |  |       |            |  |        |
| 1Ulf jarl |                     |  |       |            |  |        |
|           |                     |  |       |            |  |        |
|           |                     |  | 6N.N. |            |  |        |
|           |                     |  |       |            |  |        |
|           | 3N.N.               |  |       |            |  |        |
|           |                     |  |       |            |  |        |
|           |                     |  |       | 7(Gytha) ? |  |        |
|           |                     |  |       |            |  |        |

## Spejdergruppe
Ulf Jarl har lagt navn til en spejdergruppe i Det Danske Spejderkorps (DDS) siden 1946. Deres logo er et vikingeskib.

## Ekstern henvisning
- Jarl Gallén: "Vem var Ulf jarl, Sven Estridsens far?". Scandia 58, 1992. (ss. 13-30).